# Anthaxia imperfecta
Anthaxia imperfecta es una especie de escarabajo del género Anthaxia, familia Buprestidae. Fue descrita científicamente por LeConte en 1860.